# ماكسويل وارد
ماكسويل وارد (3 فبراير 1907 بسيدني في أستراليا - 24 أكتوبر 1983) (بالإنجليزية: Maxwell Ward)‏ هو لاعب كريكت أسترالي.

## وصلات خارجية
- ماكسويل وارد على موقع إي آس بي آن كريك إنفو (الإنجليزية)